# Battaglia delle Dune (1639)
La battaglia delle Dune ebbe luogo il 31 ottobre 1639 nel corso della guerra degli ottant'anni presso la rada delle Dune del canale della Manica fra la flotta delle Province Unite, comandata dall'ammiraglio Maarten Tromp e quella ispano-portoghese al comando dell'ammiraglio Antonio de Oquendo y Zandátegui, che ne uscì pesantemente sconfitta.

## Antefatto
La flotta spagnola, forte di 77 navi al comando dell'ammiraglio Antonio de Oquendo y Zandátegui, era partita dal porto spagnolo di La Coruña e si dirigeva verso il porto amico di Dunkerque. A bordo si trovavano i rinforzi per l'armata spagnola nei Paesi Bassi, consistenti in circa 24 000 soldati.
Verso fine settembre, mentre percorreva il canale della Manica, la flotta spagnola fu avvistata da una squadra navale olandese di circa una dozzina di vascelli al comando di Tromp che la precedeva attendendo rinforzi per attaccarla. Appena questi, dopo pochi giorni, ricevette i rinforzi costituiti da 16 navi agli ordini del viceammiraglio Witte de With, attaccò gli spagnoli in formazione di linea di fila
Concentrando il fuoco sulle navi nemiche più forti, Tromp poté danneggiarle seriamente mentre l'ardimento di De With, che non si preoccupò di rompere la linea di attacco per avvicinarsi alle navi spagnole al fine di ottenere un risultato migliore dal fuoco delle sue batterie, senza che il nemico riuscisse ad opporgli una tattica efficace, contribuì a scoraggiare ancor di più i marinai spagnoli. La flotta iberica, la cui priorità non era quella di attaccare battaglia ma di preservare il più possibile l'integrità del corpo di spedizione di fanteria trasportato, decise di sganciarsi dal nemico interrompendo la battaglia e cercando rifugio al largo delle coste inglesi, a una fonda chiamata Le Dune, fra Dover e Deal nel Kent, vicino ad una squadra inglese comandata dal viceammiraglio John Pennington. Il giorno seguente 12 navi del contrammiraglio della Zelanda Joost Banckert si aggiunsero a quelle di Tromp.

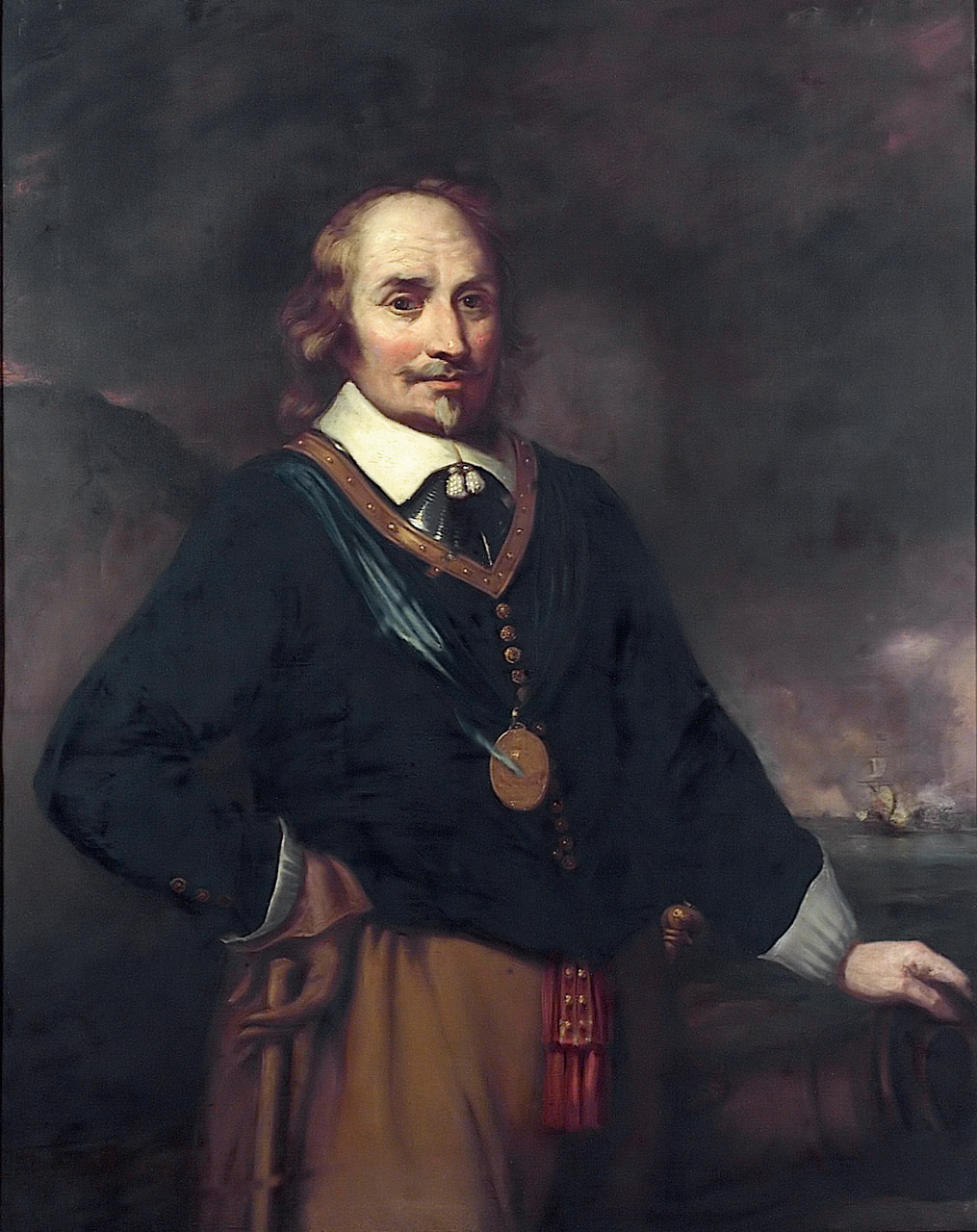
Maarten H. Tromp

L'ammiraglio spagnolo Antonio de Oquendo sperava che le tempeste autunnali avrebbero costretto la flotta olandese a trovare rifugio nei propri porti. Questi ultimi approfittarono invece della tregua imposta agli spagnoli dalle riparazioni alle loro navi danneggiate, per rifornirsi e rinnovare le scorte di polvere per i cannoni. Allorché essi avvistarono nuovamente la flotta spagnola presso le Dune, la sottoposero a stretto blocco e cercarono ulteriori rinforzi per attaccarla. L'ammiragliato olandese requisì parecchie navi da trasporto che furono attrezzate con cannoni e dotate di equipaggi di volontari. In questo modo la flotta olandese raggiunse, per la fine di ottobre, la consistenza di circa 100 navi, fra le quali numerose navi incendiarie.
Nel frattempo gli spagnoli avevano iniziato a trasportare le loro truppe nelle Fiandre utilizzando navi battenti bandiera inglese. Quando Tromp se ne accorse, si mise a dar la caccia alle navi inglesi catturando gli spagnoli che trovavano a bordo. Temendo una eventuale reazione ostile inglese, Tromp cercò di rassicurare Pennington che il suo scopo era solo quello della cattura degli spagnoli e gli mostrò una lettera "segreta" con la quale gli Stati Generali delle Provincie Unite gli ordinavano di attaccare l'armata spagnola ovunque questa si trovasse e di prevenire, se necessario con la forza, le interferenze eventuali di altri stati.

## Lo svolgimento della battaglia
Tromp distaccò De With con una squadra per controllare il comportamento della flotta inglese ed eventualmente impedirle ogni intervento. Inviò quindi una squadra a nord, al comando di Cornelis Jol ed una a sud, al comando di Jan Heindriksz de Nijs per chiudere agli spagnoli ogni via di fuga e li attaccò con le restanti tre squadre a disposizione. Alcune navi spagnole, quelle che avevano maggiori difficoltà di manovra per le loro dimensioni e peso, si arenarono spontaneamente per non finire in mano olandese e furono saccheggiate dalla popolazione inglese accorsa in massa per assistere alla battaglia. Altre navi invece tentarono di forzare il blocco olandese.
La nave ammiraglia di Oquendo, il Santiago, uscì per prima seguita da quella portoghese, Santa Teresa. Cinque imbarcazioni incendiarie (brulotti) furono allora lanciati contro di loro dagli olandesi. La Santiago riuscì ad evitare i primi tre che però si attaccarono alla Santa Teresa che, impegnata ad evitare gli altri due e troppo grossa per manovrare in modo da evitare anche questi tre, venne da uno di essi incendiata, il suo comandante, l'ammiraglio portoghese Lope de Hoces, perì insieme a gran parte dell'equipaggio.
Mentre i grossi e pesanti navigli spagnoli, che non potevano manovrare velocemente e non erano in grado di resistere al fuoco olandese, furono presto catturati o distrutti. Ad Antonio de Oquendo invece la fuga riuscì, favorito anche dal levarsi della nebbia, e raggiunse Dunkerque.
Le perdite umane furono enormi: 15 000 morti e 1 800 prigionieri spagnoli secondo i rapporti dell'epoca. Tuttavia queste cifre sono oggi considerate del tutto esagerate, tenuto conto che un terzo delle truppe spagnole era riuscito a sbarcare nelle Fiandre grazie al naviglio inglese. La stima attuale delle perdite è di circa 7 000 fra marinai e soldati spagnoli morti e 2 000 prigionieri. Da parte olandese si ritiene che le perdite siano da 1 000 a 1 500 caduti, considerando che una nave olandese fu affondata.

## Conseguenze
Questa battaglia mise fine alla supremazia navale spagnola. Olandesi ed inglesi trassero rapidamente profitto da questa situazione per attaccare, cercando di impadronirsene, le colonie spagnole. Tuttavia la battaglia delle Dune costituì pure un'umiliazione per l'Inghilterra: la sua neutralità e la sua sovranità nelle acque territoriali furono sbeffeggiate di fronte alla sua flotta impotente. Il risentimento che ne derivò non può essere stato estraneo al peggioramento delle relazioni anglo-olandesi e condusse i due paesi ad uno scontro militare una decina d'anni dopo (Guerre anglo-olandesi).